# Воронкевич Атаназій Андрійович
Воронкевич Атаназій (Панас) Андрійович (*18 січня 1891, Сорокошичі — †після 1930) — військовий, повстанець, діловод Персональної управи Головного штабу Армії УНР, вартовий старшина штабу Дієвої Армії; поручник Армії УНР та Української Галицької армії.
Відповідно до українського законодавства може бути зарахований до борців за незалежність України у ХХ сторіччі.

## Біографія
Народився в сім'ї парафіяльного псаломщика.
У «Curriculum vitae» зазначив:
| “По закінченню нижчої освіти в народній школі в 1900 році вступив до духовної школи в Чернигові, а в 1905 році — до Чернигівської духовної семінарії, котру закінчив в 1911 році. В жовтні 1911 року був призначений псаломщиком до парафіяльної церкви в м. Стольне Сосницького повіту, де прослужив до червня 1912 року. У вересні 1912 року прийнятий в склад дійсних студентів Київського комерційного інституту. Під час студій в Інституті для здобуття життьових засобів працював у ріжних інституціях: в 1913—14 рр. в нотаріальній конторі, в 1915 р. в Київській окрузі шляхів яко діловод у відділі військових робіт і в 1916 р. в Земському союзі - яко діловод-рахівник окремої майстерні. В 1916 р. був покликаний до війська і призначений в 1-у Одеську школу прапорщиків, котру скінчив 28 лютого 1917 року. По закінченню школи прапорщиків перебував у 168-му пішому резервовому полку до жовтня 1917 року. З жовтня 1917 року і до березня 1918 р. числився в 175-му пішому Батуринському полку, виконуючи обов’язки члена Української армійської ради 12-ї армії. В березні 1918 року, по перекиненню полку на Україну, приділений до Головного штабу яко діловод Персональної управи, де прослужив до липня 1918 року. Від липня 1918 р. перебував у місці осідку батьків на Чернигівщині. З березня 1919 р. і по вересень брав уділ в повстанчих загонах на Київщині. У вересні 1919 р. приділений до Штабу Дієвої Армії яко вартовий старшина, де працював до часу, коли був залишений яко хорий на тиф в Проскурові. В грудні 1919 р. приділений до Техничної сотні при Штабі 3-го Галицького корпусу, в котрій повнив службу до червня 1920 року. У липні 1920 р. приділений до комендатури м. Кам’янця, а в серпні призначений до Штабу Дієвої Армії, в котрім перебував весь час до звільнення з інтернування в 1921 році та виїзду на лісові роботи на Полісся. 2 липня 1924 року, м. Бересть [в Бересті мешкав на вулиці Широкій, 31]”. |
З жовтня 1924 року навчався на підвідділі кооперативного економічно-кооперативного відділу Української Господарської академії в Подєбрадах. Дипломну роботу «Земельне законодавство УССР» написав під керівництвом професора Олександра Мицюка. Диплом інженера-економіста здобув 23 травня 1925 року.
У березні 1930 просив довідку для дружини, Людмили Бенедиктівни Недбайлик, до консулату США, — напевно, родина планувала виїзд до США.